# Lanny Ross
Lanny Ross, właśc. Lancelot Patrick Ross (ur. 19 stycznia 1906 w Seattle, zm. 25 kwietnia 1988 w Nowym Jorku) – amerykański piosenkarz, pianista, autor tekstów.

## Życiorys
Jego rodzice Douglas (aktor szekspirowski) i Winifred Ross (pianistka) pochodzili z Anglii. W 1924 ukończył Taft School, a w 1928 Uniwersytet Yale, gdzie był solistą (tenor) w Yale Glee Club. Na studiach należał do bractw Zeta Psi i Skull and Bones. W 1931 ukończył prawo w Szkole Prawa Uniwersytetu Columbia, jednak nie został prawnikiem. Uczył się również śpiewu klasycznego pod kierunkiem Anny Schoen-René na Juilliard School of Music.

## Kariera muzyczna
Jego kariera muzyczna rozpoczęła się w 1928. W latach 30. XX w. był współprowadzącym popularnego programu radiowego Maxwell House Show Boat (1931–37). Wystąpił w trzech filmach w ramach kontraktu z wytwórnią Paramount Pictures. W 1936 wystąpił na Broadwayu w musicalu zatytułowanym „Petticoat Fever”.
Po trzyletniej przerwie spowodowanej służbą wojskową powrócił do kariery muzycznej, podróżując po Stanach Zjednoczonych pod patronatem National Concert Corporation. W 1953 nawiązał współpracę z nowojorską rozgłośnią radiową WCBS. Poza prowadzeniem codziennych godzinnych audycji radiowych publikował też własne piosenki i operetki.

## Życie rodzinne
W 1935 ożenił się ze swoją menadżerką, Olive White (zm. 1984).

## Odznaczenia i nagrody
W czasie II wojny światowej służył w amerykańskiej armii na południowo-zachodnim Pacyfiku. Karierę wojskową zakończył w 1946 w stopniu majora. Został odznaczony Legią Zasługi.
W 1996 na Uniwersytecie Yale ustanowiono stypendium jego imienia dla studentów rozwijających zdolności muzyczne.